# MERTK
Le MERTK (pour « myeloid-epithelial-reproductive tyrosine kinase ») est une protéine de type récepteur à activité tyrosine-kinase. Son gène, MERTK, se situe sur le chromosome 2 humain.

## Rôles
Activée par la GAS6 (en), ele facilite la phagocytose des cellules en apoptose et intervient dans la cicatrisation, en particulier du muscle cardiaque après un infarctus. Un déficit de cette protéine favorise l'apoptose et accélère la formation d'athérome. 